# Gennep

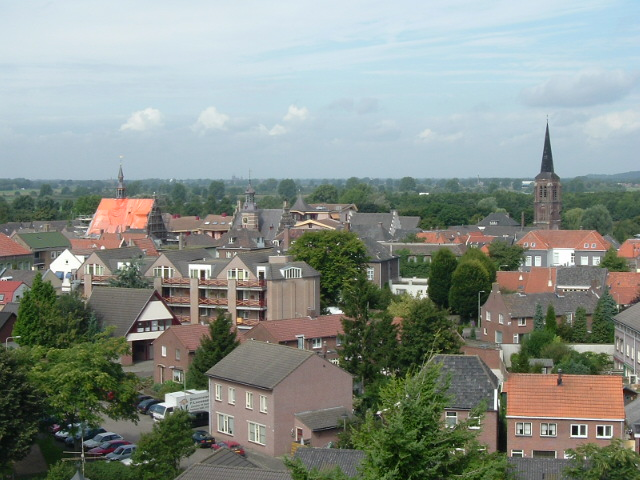
Utsikt över Gennep.

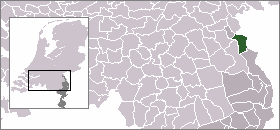
Lägeskarta

Gennep är en kommun i provinsen Limburg i Nederländerna. Kommunens totala area är 50,40 km² (där 2,38 km² är vatten) och invånarantalet är på 16 816 invånare (2005).